# Stadio Giuseppe Grezar
Stadio Giuseppe Grezar was een stadion in Triëst (Italië). Het werd in 1932 in gebruik genomen. Het stadion werd in die beginjaren Stadio Littorio genoemd en werd gebruikt voor de thuiswedstrijden van US Triestina. In 1943 werd de naam veranderd in Stadio di Valmaura. In 1967 kreeg het stadion zijn uiteindelijke naam. Giuseppe Grezar was een van de spelers die tijdens Superga-vliegramp om het leven kwamen.
Er kunnen 8.000 mensen in het stadion. Het deed dienst als een van de stadions van tijdens het Wereldkampioenschap voetbal 1934. Het stadion werd uiteindelijk gesloten in 1992.

## WK interland
| № | Datum       | Wedstrijd                    | Uitslag | Competitie | Toeschouwers |
| - | ----------- | ---------------------------- | ------- | ---------- | ------------ |
| 1 | 27 mei 1934 | Tsjecho-Slowakije – Roemenië | 2 – 1   | WK 1934    | 8.000        |

Stadio Renato Dall'Ara (Bologna) · Stadio Luigi Ferraris (Genua) · Stadio Comunale Giovanni Berta (Florence) · Stadio Nazionale PNF (Rome) · Stadio San Siro (Milaan) · Stadio Giorgio Ascarelli (Napels) · Stadio Mussolini (Turijn) · Stadio Giuseppe Grezar (Triëst)